# Пугачёв-Ионов, Дмитрий Павлович
Дмитрий Павлович Пугачёв-Ионов (25 октября 1910 — 9 апреля 1998, Санкт-Петербург) — русский учёный и педагог в области физической культуры, спортсмен и тренер по лёгкой атлетике, участник Великой Отечественной войны. Мастер спорта СССР в беге на 110 м с барьерами. Чемпион СССР по лёгкой атлетике (1940). В 1954—1972 годах — ректор ГДОИФК имени П. Ф. Лесгафта. Кандидат педагогических наук (1947), профессор (1966). Заслуженный тренер СССР (1956). Автор более 100 научных трудов по легкой атлетике, спринту.

## Биография
Родился в Сестрорецке.
1940 — выступал в соревнованиях по легкой атлетике (спринт) за ДСО «Буревестник», Чемпион СССР (эстафета 4×100 м).
1941—1942 сражался в 56-й стрелковой дивизии на Ладоге.
1942—1945 занимался подготовкой офицерского состава, был начальником физподготовки 34 отдельного полка резерва офицерского состава Ленинградского фронта. Лейтенант.
В 1950—1954 — директор ВНИИФК.
В 1954—1972 — ректор ГДОИФК имени П. Ф. Лесгафта.
Одновременно в 1956—1980 гг. — старший тренер сборной СССР. В 1970—1983 — руководитель группы научно-методического обеспечения сборной команды СССР.
В 1973—1990 — профессор кафедры лёгкой атлетики ГДОИФК им. П. Ф. Лесгафта.
Скончался 9 апреля 1998 года. Похоронен на Серафимовском кладбище Санкт-Петербурга.

## Награды
- Орден Трудового Красного Знамени (27.04.1957) — за успехи, достигнутые в деле развития массового физкультурного движения в стране, повышения мастерства советских спортсменов, и успешное выступление на международных соревнованиях
- Орден «Знак Почёта» (15.09.1961) — за большие заслуги в подготовке специалистов и развитии науки
- Орден Красной Звезды (20.05.1944)[3]
- Орден Отечественной войны II степени (06.04.1985)[4]
- Медаль «За победу над Германией в Великой Отечественной войне 1941—1945 гг.»[5]
- Медаль «За оборону Ленинграда»

## Основные работы
- Интервальный метод тренировки в беге на средние и длинные дистанции // Теория и практика физ. культуры. — 1948. — Т. XI. — Вып. 8. — С. 362—366.
- Техника и тренировка в беге на 3000 м с препятствиями // Теория и практика физ. культуры. — 1949. — Т. XII. — Вып. 6. — С. 406—414.
- Барьерный бег: Методика тренировки. — М.: ФиС, 1955. — 63 с.
- Бег во всех измерениях. — Л.: Лениздат, 1984. — 80 с.
- О научно-методической работе в области физической культуры и спорта // Теория и практика физ. культуры. — 1954. — Т. XVII. — Вып. 5. — с. 336—339.
- О технике бега на короткие дистанции (в соавт. Черняев Г. И., Третьяков Н. Д.) // Теория и практика физ. культуры. — 1965. — № 5. — С. 33-38.
- О формах проявления быстроты в спринтерском беге (в соавт. Черняев Г. И.) // Теория и практика физ. культуры. — 1968. — № 8. — С. 67-70.